# Landesregierung Josef Krainer junior I
Die Landesregierung Josef Krainer junior I wurde nach dem Rücktritt von Friedrich Niederl am 4. Juli 1980 vom Steiermärkischen Landtag ernannt. Die Landesregierung von Josef Krainer junior bestand bis zur Wiederwahl am 21. Oktober 1981. Aufgrund des bis 2015 in der Steiermark herrschenden Proporzsystems wurden neben den fünf ÖVP-Mandaten vier SPÖ-Mandate vergeben.
Hans Gross wurde neuer 1. Landeshauptmann-Stellvertreter und übernahm von Adalbert Sebastian (beide SPÖ), zusätzlich gab es drei neue Landesräte.

## Regierungsmitglieder
| Amt                            | Name                 | Partei | Ressorts |
| ------------------------------ | -------------------- | ------ | -------- |
| Landeshauptmann                | Josef Krainer junior | ÖVP    |          |
| Landeshauptmann-Stellvertreter | Hans Gross           | SPÖ    |          |
| Landeshauptmann-Stellvertreter | Franz Wegart         | ÖVP    |          |
| Landesrat                      | Kurt Jungwirth       | ÖVP    |          |
| Landesrat                      | Hans Georg Fuchs     | ÖVP    |          |
| Landesrat                      | Christoph Klauser    | SPÖ    |          |
| Landesrat                      | Gerhard Heidinger    | SPÖ    |          |
| Landesrat                      | Josef Gruber         | SPÖ    |          |
| Landesrat                      | Simon Koiner         | ÖVP    |          |